# Tagoropsis madagascariensis
Tagoropsis madagascariensis är en fjärilsart som beskrevs av L.Sonthonnax 1899. Tagoropsis madagascariensis ingår i släktet Tagoropsis och familjen påfågelsspinnare. Inga underarter finns listade i Catalogue of Life.